# یواس‌اس اس-۳۹ (اس‌اس-۱۴۴)
یواس‌اس اس-۳۹ (اس‌اس-۱۴۴) (به انگلیسی: USS S-39 (SS-144)) یک زیردریایی بود که طول آن ۲۱۱ فوت (۶۴ متر) بود. این زیردریایی در سال ۱۹۱۹ ساخته شد.